# Castello di Szczerba
Il castello di Szczerba (in polacco Zamek Szczerba, IPA: [zamɛk ʂʈ͡ʂɛrba], in tedesco Burg Schnallenstein, in ceco Šnalenštejn, fino al 1368 Snelsteyn e in origine castello di Śnielin; in letteratura vi è anche il nome Śnielinek) è un castello in rovina situato in Polonia, nella parte sud-orientale dei monti Bystrzyckie e dei Sudeti Centrali, presso il villaggio di Gniewoszów, nel voivodato della Bassa Slesia.

## Ubicazione
Le rovine, risalenti circa al XIV secolo, si trovano vicino alla strada voivodatale 389 a sud di Gniewoszów. Il castello fu costruito su un alto colle gneissico a un'altitudine di 520 m s.l.m., tra le Rocce del Diavolo. Due torrenti montani, il Głownia a nord e il suo affluente Gołodolnik a sud, circondano il colle su cui sorge il castello. L'area circostante le rovine è costituita da boschi naturali di latifoglie e misti.

## Storia
La storia della fortezza situata nei pressi del villaggio di Gniewoszów è avvolta nel mistero, poiché pochi documenti raccontano le vicende storiche di questo castello: non si conoscono infatti né il fondatore né l'epoca esatta della sua costruzione. Si presume che già all'inizio dell'XI secolo, durante le dispute tra Boleslao il Coraggioso e i cechi per la terra di Kłodzko, esistesse un piccolo insediamento sul sito dell'attuale castello. Il castello di pietra fu costruito successivamente da cavalieri polacchi. Alla fine del XIII secolo, il re ceco Venceslao II donò il castello all'abbazia cistercense di Kamieniec Ząbkowicki, ma nel 1318 il castello fu distrutto per la prima volta. Dopo la ricostruzione nella seconda metà del XIV secolo, il castello passò ai cavalieri cechi. Nel 1358 il proprietario era Otto Schuler, figlio del cavaliere Otto von Glaubitz, proprietario di Międzylesie; da questo periodo risale la prima menzione scritta sicura del castello. La famiglia von Glaubitz ricevette probabilmente la proprietà all'inizio del XIV secolo, quando Giovanni di Lussemburgo prese possesso della terra di Kłodzko. Fino al 1428 il castello fu posseduto dal governatore di Kłodzko Bernhard von Glaubitz e, in quell'anno, le truppe hussite conquistarono e distrussero la piccola fortezza con l'uso dell'artiglieria. Da quel giorno in poi il castello non fu mai più ricostruito.
Nei secoli successivi, il castello servì come sede titolare dell'amministrazione delle proprietà di Międzylesie. I proprietari delle rovine cambiarono frequentemente: dagli scoltetti della vicina Gniewoszów a Paul Prebir, dalla famiglia von Tschirnhaus ai conti von Althann, fino ai baroni von Stillfried. Nel XIX secolo i proprietari furono il conte von Magnis e la principessa Marianna d'Orange, proprietaria del castello di Kamieniec. I suoi discendenti, della linea secondaria degli Hohenzollern, detennero il castello fino al 1945.

## Architettura
Il castello di Szczerba fu costruito alla fine del XIII secolo con pietra grezza su una pianta ovale irregolare a forma di ferro di cavallo, con un lato rettilineo rivolto a ovest e un prolungamento verso nord. Le mura difensive, lunghe oltre 100 metri, alte 9 metri e spesse circa 1,5 metri, circondavano un piccolo cortile di 40 metri di lunghezza (da est a ovest) e tra i 10 e i 18 metri di larghezza. A sud, sud-ovest e ovest, le mura erano circondate da un profondo fossato asciutto scavato nella roccia. La superficie totale del castello era di circa 1000 m². Si accedeva al castello tramite un ponte levatoio sul fossato e una stretta porta larga 3 metri, mentre nella parte nord del muro occidentale c'era una porta laterale che conduceva al cortile. Al muro nord, sul lato della valle del Głownia, erano adiacenti edifici residenziali a due piani, costruiti su una pianta quasi quadrata di 9,5 x 19,5 metri, con quattro stanze abitative. La parte residenziale del castello aveva un seminterrato. Di fronte al portone poteva esserci una piccola cappella. Il cortile stretto ospitava una torre nell'angolo nord-est, mentre lungo le mura c'erano stalle, edifici di servizio e alloggi per la guarnigione.
Dal XVI secolo, le rovine furono utilizzate come pietre da costruzione, rivelando così le parti inferiori originariamente coperte di macerie, piani inferiori con volte, frammenti di scale e altro.